# Hennessey Performance
Hennessey Performance ist ein Unternehmen des Fahrzeugtunings und ein Kleinserien-Automobilhersteller mit Sitz in Sealy, Texas.

## Geschichte
Sein junger Gründer John Hennessey beeindruckte zunächst durch den Mitsubishi 3000 GT und bald durch die Dodge Viper. Später erwarb Hennessey eine Motorsport-Rennstrecke an der Interstate 10 und zog von Houston dorthin um. Das Kernangebot von Hennessey ist deutliche Mehrleistung durch Turbolader, auch doppelte mit Ladeluftkühler, für verschiedenste Automobile, von Limousinen der Mittelklasse über Geländewagen bis hin zu Supersportwagen.

## Hennessey Venom GT

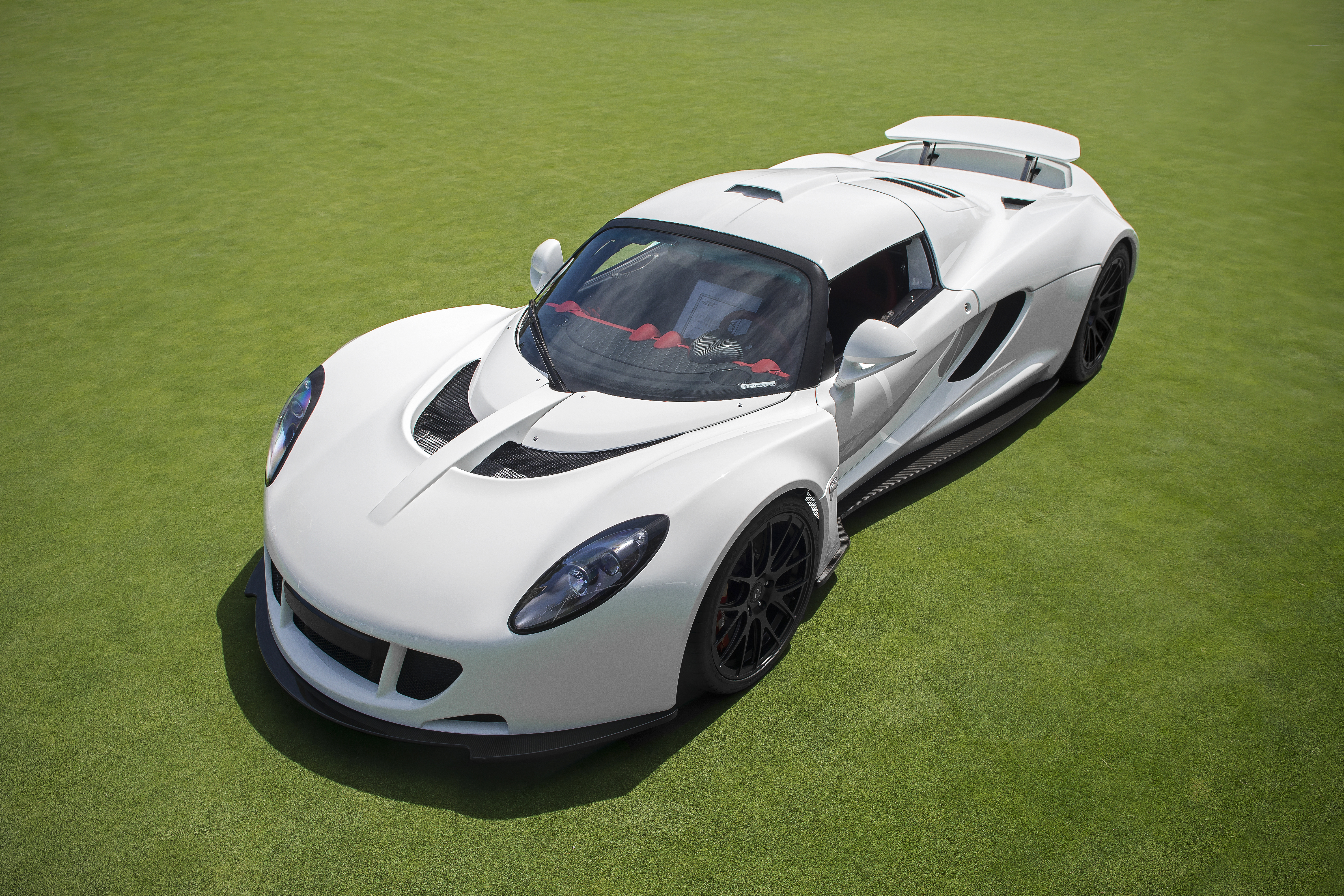
Hennessey Venom GT

Zum Frühling 2010 zeigte Hennessey den Venom GT mit Achtzylinder der Corvette und zwei Turboladern auf Basis der Lotus Elise. Der Venom GT wurde in Sealy, Texas entwickelt und produziert. Einige Chassis-Komponenten wurden in Hethel, England hergestellt. Er hat 7 Liter Hubraum, 914 kW (1244 PS) und ein Leistungsgewicht von nur 1,33 kg/kW (0,98 kg/PS). Im Januar 2013 kam der Venom GT aus dem Stand auf 300 km/h in durchschnittlich 13,63 Sekunden und somit zu einem Weltrekord für Serienfahrzeuge. Mit einer gemessenen Höchstgeschwindigkeit von 435,31 km/h übertrifft er sogar den offiziellen Weltrekord des Bugatti Veyron.
Zu Beginn des Jahres 2017 wurde die Produktion nach 13 Exemplaren eingestellt.

## Hennessey Venom F5

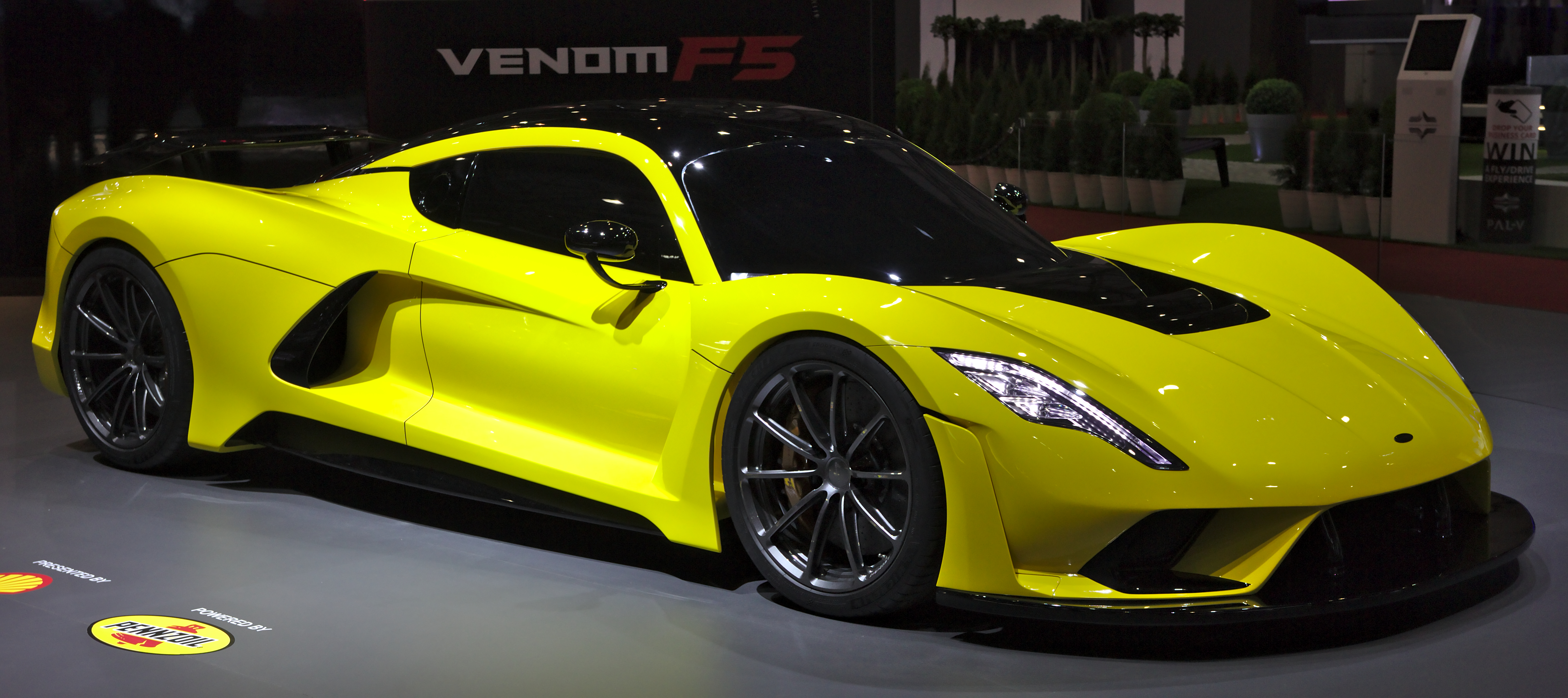
Hennessey Venom F5

Am 1. November 2017 wurde auf der SEMA Show in Las Vegas ein neues Modell, der Venom F5, vorgestellt. Der Kaufpreis beträgt ungefähr 2.100.000 US-Dollar (netto). Es sollen 24 Exemplare gebaut werden. Der Hennessey Venom F5 wird über 480 km/h und laut Berichten das schnellste Auto der Welt sein.